# Évaluation des organisations caritatives
L'évaluation des organisations caritatives est le processus d'analyse de la performance d'une organisation de bienfaisance à but non lucratif. Historiquement, les évaluateurs se concentraient sur la fraction des fonds effectivement utilisée pour les objectifs revendiqués par l’organisme, mais plus récemment, certains évaluateurs ont mis l’accent sur la rentabilité et l’impact des actions de ces organisations.

## Surveillance des organisations caritatives
La surveillance des organisations caritatives peut se faire par des organismes qui attribuent des notations en fonction de la manière dont l'argent est dépensé, de sa gouvernance, de la manière dont il protège la vie privée de ses donateurs entre autres critères. Elle a généralement consisté à mesurer les coûts administratifs et de collecte de fonds, les salaires, le pourcentage de son budget consacré directement à des activités à impact.
Par exemple, en 2000 fut fondé Ministry Watch, une organisation chrétienne évangélique qui examine les ministères protestants en matière de responsabilité financière et de transparence. Charity Navigator fut lancé en 2001 par John P. Dugan, un riche dirigeant et philanthrope du secteur pharmaceutique. Initialement, il attribuait des notations financières à 1 100 organismes de bienfaisance et disposait de 8 000 données à la mi-2016.
Le Toronto Star rapporta certaines des difficultés à auditer les œuvres de bienfaisance du Charity Intelligence Canada (CIC). Les auteurs les qualifient d’inquiétantes, par exemple, le fait qu'une organisation sur cinq parmi les « 100 meilleurs organismes de bienfaisance au Canada » refuse de communiquer au CIC son bilan financier complet. En outre, un quart de ces « 100 meilleurs organismes de bienfaisance » épargnent au moins trois années de financement (trois fois leur budget annuel) et certaines jusqu’à huit ans. Sur les 100 meilleures organisations caritatives, 14% dépassent les préconisations établies par l'Agence du revenu du Canada en dépensant plus de 35% des dons en collecte de fonds - certains dépensant jusqu'à 50%.
En 2015, le gouvernement britannique annonça la création d'un nouvel organisme de surveillance gouvernemental chargé de réglementer les grandes organisations caritatives.
Aux États-Unis d'Amérique de nombreux sites Web d'évaluation des organisations caritatives tels que GiveWell et Charity Navigator surveillent et informent le public des activités des organisations caritatives.

## Évaluation basée sur l'efficacité des actions
En 2006, Holden Karnofsky et Elie Hassenfeld, employés d'un fonds spéculatif, formèrent un groupe informel avec des collègues pour évaluer les organisations caritatives sur la base d'indicateurs de performance similaires à ceux utilisés par le fonds. Le groupe fut surpris de constater que les données permettant ces mesures n'existaient souvent pas. L'année suivante, Karnofsky et Hassenfeld créèrent GiveWell, une organisation à but non lucratif, chargée de fournir des services d'analyse financière aux donateurs,. Ils décidèrent finalement d’évaluer les organismes de bienfaisance en fonction du coût pour sauver une vie,.
GiveWell s'est en effet principalement concentré sur le rapport coût-efficacité des organisations qu'il évalue,. Au cours de la première année, ils préconisèrent aux organismes de bienfaisance de dépenser, de manière générale, plus d’argent en frais généraux afin de payer du personnel à évaluer l’efficacité des actions. Cela allait à l’encontre des méthodes classiques d’évaluation fondées sur le ratio des frais généraux par rapport aux fonds affectés au travail de bienfaisance proprement dit.
Giving What We Can (GWWC), fondé en 2009 par Toby Ord, diffère également des autres évaluateurs par l’importance donnée aux indicateurs de performance, car ils se concentrent uniquement sur la rentabilité des actions,. Ils pointèrent une grande variabilité du rapport coût-efficacité des organisations, liée majoritairement à la variabilité des causes dans lesquelles les organismes de bienfaisance agissent. GWWC procéda donc à des évaluations spécifiques à différents domaines tels que la santé, l’éducation et l’aide d’urgence avant de comparer les organisations au sein de chacun de ces domaines. En pratique, ils recommandent une sélection de quelques organisations caritatives dans le domaine de la santé et pauvreté mondiale.
Le directeur général de Charity Navigator, Ken Berger, et le consultant, Robert M. Penna, critiquèrent vivement la discrimination des causes, idée jugée moraliste et élitiste car « soupesant les causes et les bénéficiaires les uns par rapport aux autres ». William MacAskill, philosophe et défenseur de l'altruisme efficace défendit le concept en soulignant l'importance de hiérarchiser les causes en fonction de leur impact réel sur le bien-être, afin de maximiser l'efficacité des dons philanthropiques.
En 2013 et 2014, GuideStar, BBB Wise Giving Alliance et Charity Navigator écrivirent des lettres ouvertes appelant les organisations caritatives et les donateurs à cesser d'utiliser le ratio de frais généraux en tant qu'indicateur principal de performance,. Charity Navigator élargit aussi ses critères pour inclure le compte rendu des résultats.

## Organisations d'évaluation ou de critique
Et aussi :
- Animal Charity Evaluators
- Baromètre de transparence des ONG
- Recherche Internal Revenue Service pour les organisations à but non lucratif
- ProPublica Recherche à but non lucratif
- BBB Wise Giving Alliance
- CharityWatch, anciennement connu sous le nom d'American Institute of Philanthropy
- GiveWell
- GuideStar
- GuideStar UK, site officiel
- Ministry Watch
- OrgHunter